# Chiesa di Maria Santissima Assunta (Sternatia)
La chiesa di Maria Santissima Assunta è la parrocchiale di Sternatia, in provincia di Lecce e arcidiocesi di Otranto; fa parte del vicariato di Calimera.

## Storia
Secondo la tradizione, nell'originaria chiesa sternatese, di cui vi sono delle accurate descrizioni nelle relazioni delle visite pastorali del 1538 e del 1608, ospitava le spoglie del conte Giulio Antonio I Acquaviva d'Aragona, caduto nel 1479 combattendo contro i turchi invasori.
Alla fine del XVII secolo questo luogo di culto era ormai insufficiente a soddisfare le esigenze dei fedeli, tanto che si formò un comitato con lo scopo di presiedere all'edificazione di una chiesa di maggiori dimensioni. La cerimonia di posa della prima pietra si tenne nel 1699; l'edificio fu portato a termine nel 1711, mentre il campanile venne portato a compimento nel 1790.
Nel 1864 vennero eseguiti dal pittore Garganese gli affreschi dell'interno della chiesa; l'opera fu finanziata dal benefattore don Orazio Specchia.
L'edificio venne interessato da un restauro nel 1906; negli anni settanta la parrocchiale fu sottoposta all'intervento di adeguamento liturgico secondo le norme postconciliari mediante l'aggiunta del nuovo altare rivolto verso l'assemblea.

## Descrizione

### Esterno
La barocca facciata della chiesa, rivolta a nordovest, è suddivisa una cornice marcapiano in due registri, entrambi abbelliti da lesene: l'ordine inferiore è caratterizzato dal portale d'ingresso architravato, mentre quello mediano presenta una finestra centinata ed è coronato dal timpano spezzato.
Annesso alla parrocchiale è il campanile a base quadrata, la cui cella presenta su ogni lato una monofora a tutto sesto ed è coronata dalla cupola poggiante sull'alto tamburo.

### Interno
L'interno dell'edificio, la cui pianta è a croce latina, si compone di un'unica navata, sulla quale si affacciano i bracci del transetto e le cappelle laterali, introdotte da archi a tutto sesto, e le cui pareti sono scandite da paraste terminanti con capitelli riccamente decorati e sorreggenti la trabeazione modanata e aggettante sopra la quale si imposta la volta a stella; al termine dell'aula si sviluppa il presbiterio, rialzato di alcuni gradini, delimitato da balaustre e chiuso dalla scarsella quadrangolare.
Qui sono conservate diverse opere di pregio, tra le quali l'altare della Madonna di Costantinopoli, sovrastato dallo stemma della nobile famiglia Granafei, l'organo a canne, risalente al 1741, e vari altri altari realizzati dall'architetto Emanuele Orfano.